# Municipio de Tarandacuao
El municipio de Tarandacuao  es uno de los 46 municipios que conforman el estado de Guanajuato, en México. Limita al norte y al este con el municipio de Jerécuaro; al sur con el estado de Michoacán y al oeste con el municipio de Acámbaro. Tiene una extensión territorial de 121 kilómetros cuadrados.
Tarandacuao significa en lengua purépecha "lugar por donde entra el agua", tal vez atendiendo a que el río Lerma penetra por esta región hacia el territorio guanajuatense, o bien, debido a los grandes manantiales que existen hacia el oriente del municipio.
El pueblo fue fundado por purépechas, adquiriendo la legalidad de fundación el 27 de abril de 1612. El 14 de julio de 1861, por decreto del Congreso Local, se le dio al pueblo el nombre de Tarandacuao de la Constancia.
El municipio se divide en 18 comunidades. Las más importantes por su número de habitantes son: la cabecera municipal, San Juan, Buenavista, San José de Hidalgo, La Virgen y La Purísima.
El territorio de Tarandacuao se caracteriza por ser atravesado por el río Lerma tras el paso de este por la presa Solís, en Acámbaro. El río Lerma deja a su paso pequeñas ramificaciones, arroyos que dan al municipio importancia en el aspecto agrícola. Además, Tarandacuao cuenta con un yacimiento de agua llamado “Ojo de Agua”. 
La población del municipio registrada al año 2010 fue de 11 641 habitantes de los cuales 5511 eran hombres y 6130, mujeres. La emigración de su gente es mayoritariamente joven y es hacia los Estados Unidos. Las mayores comunidades de tarandacuenses en los Estados Unidos están ubicadas en dos ciudades principalmente: Rogers, Arkansas y Brentwood, California. También existen otras comunidades en los estados de Texas, Illinois, Carolina del Norte y el estado de Washington.

## Demografía

### Localidades
En el censo de 2020 el municipio de Tarandacuao contaba con 31 localidades.
| Código INEGI    | Localidad            | Población (2020) |
| --------------- | -------------------- | ---------------- |
| 110380001       | Tarandacuao          | 5 651            |
| 110380002       | Buenavista           | 779              |
| 110380012       | La Purísima          | 597              |
| 110380006       | Hacienda Vieja       | 493              |
| 110380015       | San José de Porto    | 462              |
| 110380016       | San Juan de Dios     | 403              |
| 110380017       | Barrio de Santiago   | 367              |
| 110380020       | La Virgen            | 359              |
| 110380009       | La Mora              | 316              |
| 110380010       | Paso de Ovejas       | 268              |
| 110380018       | La Soledad           | 229              |
| 110380019       | El Tocuz             | 217              |
| 110380005       | El Guayabo           | 199              |
| 110380030       | San Joaquín de Porto | 167              |
| 110380048       | Saucillo Segundo     | 146              |
| 110380013       | San Antonio          | 135              |
| 110380049       | San José del Rodeo   | 134              |
| 110380023       | La Parada            | 114              |
| 110380003       | Cerrito Blanco       | 82               |
| 110380047       | Saucillo Primero     | 54               |
| 110380014       | San Felipe           | 45               |
| 110380021       | La Carbonera         | 28               |
| 110380034       | Las Cajas            | 13               |
| 110380050       | El Crucero           | 11               |
| 110380040       | Puerta del Sol       | 9                |
| 110380035       | Cerrito de Bermejo   | 7                |
| 110380043       | La Tapona            | 6                |
| 110380051       | La Escondida         | 4                |
| 110380007       | El Jaral             | 3                |
| 110380031       | El Colorín           | 3                |
| 110380032       | Las Peñitas          | 3                |
| Total municipal | Total municipal      | 11 304           |

## Gobierno y política
Tarandacuao es uno de los 46 Municipios Libres pertenecientes al estado de Guanajuato, cuya Constitución Política establece que:
"ARTÍCULO 106. El Municipio Libre, base de la división territorial del Estado y de su organización política y administrativa, es una Institución de carácter público, constituida por una comunidad de personas, establecida en un territorio delimitado, con personalidad jurídica y patrimonio propio, autónomo en su Gobierno Interior y libre en la administración de su Hacienda."
"ARTÍCULO 107. Los Municipios serán gobernados por un Ayuntamiento. La competencia de los Ayuntamientos se ejercerá en forma exclusiva y no habrá ninguna autoridad intermedia entre los Ayuntamientos y el Gobierno del Estado."
| NOMBRE                                            | PERIODO   | PARTIDO |
| ------------------------------------------------- | --------- | ------- |
| Juan Morales                                      | 1940-1941 |         |
| Pedro García                                      | 1942-1943 |         |
| José Martínez                                     | 1944-1945 |         |
| Gumersindo García y Mauro M. Bucio                | 1946-1947 |         |
| Víctor Campos Cruz                                | 1948-1949 |         |
| Alfonso García Chávez                             | 1950-1951 |         |
| Miguel Martínez González                          | 1952-1954 |         |
| Buenaventura Campos                               | 1955-1957 |         |
| Serafín Campos Girón                              | 1958-1960 |         |
| Francisco Villagrán                               | 1961-1963 |         |
| Angel Pinedo García                               | 1964-1966 |         |
| Nicolás Guerrero                                  | 1967-1969 |         |
| Juan García                                       | 1970-1972 |         |
| Ernesto Bucio Ortiz                               | 1973      |         |
| Consuelo Soto, Silvano Alanís y Cipriano González | 1977-1979 |         |
| Francisco González Pineda                         | 1980-1982 |         |
| J. Socorro Oregon Coronel                         | 1983-1985 |         |
| Luis Soto Perea                                   | 1986-1988 | PRI     |
| Dr. José Luis Silva Campos                        | 1989-1991 | PRI     |
| David Torres Trujillo                             | 1992-1994 | PRI     |
| Antonio García Ríos                               | 1995-1997 | PRI     |
| Cipriano González González                        | 1998-2000 | PAN     |
| Francisco García Ramírez                          | 2000-2003 | PRI     |
| Fernando Jiménez Hernández                        | 2003-2006 | PAN     |
| Fernando Campos Alegría                           | 2006-2009 | PAN     |
| Roberto Juan Presa                                | 2009-2012 | PAN     |
| Tarsicio Pineda Martínez                          | 2012-2015 | PRi     |
| José Villagrán García                             | 2015-2018 | PRI     |
| Juana Campos Alegría                              | 2018-2021 | PAN     |

## Sitios de interés

### Ojo de Agua
Es un manantial de agua cristalina junto a la ciudad. Como todo manantial, tiene su origen en los mantos acuíferos; el Ojo de Agua se abastece en el sureste de la municipalidad, surte de agua potable a gran parte de la población y es fuente de riego para uso agrícola en grandes extensiones de tierra que van desde la cabecera municipal hasta los límites con el río Lerma.

### Templo de Santiago Apóstol
El templo de Santiago Apóstol es una singular y llamativa construcción religiosa de influencia neoclásica, erigida en piedra de cantera a inicios del siglo XIX. En su fachada frontal destaca el marco de su acceso principal, de estilo neoclásico con un arco de medio punto; la ventana coral, enmarcada rústicamente, y la torre campanaria de tres niveles, que ostenta un reloj en cada uno de sus lados. La estructura se conforma de una sola nave en forma de cruz latina. Cuenta también con un gran atrio parroquial con jardineras y un pequeño teatro al aire libre donde se realizan eventos de todo tipo. Con elementos neoclásicos en su ornamentación y farolas afrancesadas a los costados, da la bienvenida al atrio un arco inaugurado en el año de 1935. Este bello atractivo puede ser visitado de 6:00 a 21:00 horas durante todo el año y se ubica frente al jardín Hidalgo.

### Casa de la Cultura
Moderna construcción civil que alberga la Casa de la Cultura. Por ser de reciente edificación, no presenta deterioro ni descuido alguno, se aprecia limpieza y mantenimiento constante. Con apoyo del Consejo Nacional para la Cultura y las Artes (CONACULTA) y del Programa de Apoyo a la Infraestructura Cultural de los Estados (PAICE) fue posible la edificación de este sitio que cuenta con diez talleres.

### Santuario de Guadalupe
Vernácula y moderna construcción religiosa dedicada al culto y veneración de la Virgen de Guadalupe. Por su reciente edificación, no presenta deterioro y el mantenimiento es constante, a pesar de que el exterior luce inconcluso. Este inmueble, aunque no cuenta con gran ornamentación arquitectónica, representa un gran valor cultural para el pueblo de Tarandacuao, ya que se construyó por iniciativa del pueblo y por la fe tan grande que se le tiene a la Virgen de Guadalupe.

## Medio ambiente
El clima en Tarandacuao es variable; se caracteriza por ser semicálido y subhúmedo, con lluvias durante el verano. Su clima es muy similar a los de los municipios vecinos Jerécuaro y Acámbaro, aunque la orografía del municipio permite que sea más cálido por sus pocas elevaciones.
La temperatura media anual en Tarandacuao oscila entre los 19,4 °C, con inviernos fríos y veranos muy calurosos y lluviosos.
Un elemento importante a considerar del territorio de Tarandacuao es la importancia que los afluentes hidrológicos tienen. El río Lerma atraviesa el municipio luego de su paso por la presa Solís. Además varios arroyos como El Nacional, La Tinaja, San Juan de Dios, La Luna y Urianceo resultan importantes para la dinámica agrícola e hidrológica del territorio, sin olvidar por supuesto, a los numerosos manantiales de aguas termales que existen en el municipio. Habrá que recordar que en lengua tarasca Tarandacuao significa "lugar por donde entra el agua", de ahí la importancia del vital líquido en la región.
Respecto a la orografía, Tarandacuao tiene un territorio poco accidentado. Destacan sus elevaciones: cerro de Iracuao, Bermejo, La Virgen y El Cerrito dentro del paisaje local.

## Flora y fauna

### Flora
La flora se encuentra integrada por selva baja caducifolia; especies forrajeras como: 
- Navajita
- Zacatón
- Banderita
- Colorado
- Tres barbas
- Búfalo
- Falsa grama
- Popotillo
- Cola de zorra y lanud
- Cuajilote
- Tepehuaje
- Palo blanco
- Pochote
- Órgano
- Garambullo
- Tepame
- Vara dulce
- Casahuate
- Gatuño
- Nopal.

### Fauna
La fauna que predomina está formada por: 
- Conejo
- Liebre
- Ardilla
- Tejón
- Codorniz
- Águila
- Halcón
- Zopilote
- Pato
- Gavilán
- Cuervo

## Mitos y leyendas
Existen mitos y leyendas en el municipio que han pasado de generación en generación donde se narran: La Leyenda de la Llorona, La Taconuda, El Pantalón de Don Caballero, Los Fantasmas del Plan, El Monito de Piedra, El Chacal.

## Costumbres y tradiciones

### Costumbres
Una costumbre muy presente es la convivencia en el Ojo de Agua el lunes de Pascua, donde se ofrece una misa a mediodía y las familias se reúnen para celebrar una comida entre amigos y conocidos; también se llevan a cabo eventos deportivos y presentación de grupos musicales.

### Tradiciones
Existen muchas tradiciones en el municipio como la representación de la Pasión y Muerte de Jesucristo, la Semana Cultural y las Fiestas Patronales dedicadas al Apóstol Santiago en el mes de octubre, la Festividad de la Virgen de Guadalupe entre otras. Se realiza el desfile cívico con motivo del Aniversario de la fundación que se lleva a cabo el 27 de abril.